# Vohipeno (Fenoarivo Atsinanana)
Pour les articles homonymes, voir Vohipeno (homonymie).
Vohipeno est une commune urbaine malgache située dans la partie sud-est de la région d'Analanjirofo.